# デジタルCATV実験協議会
デジタルCATV実験協議会（デジタルシーエーティーブィーじっけんきょうぎかい）は、ケーブルテレビ(CATV)のデジタル化に伴う実証実験を行った団体である。
全国のケーブルテレビ事業者48社に加えて関連機器メーカーなど114社によって1998年12月に設立。事務局を日本CATV技術協会中部支部に置き、愛知県豊田市のひまわりネットワークが中心になって1999年から5年間デジタル放送関連の技術動向調査やCS・BS・地上波のデジタルCATV放送配信を実験した。